# Gnomidolon guianense
Gnomidolon guianense es una especie de escarabajo longicornio del género Gnomidolon, categorizada en la tribu Hexoplonini, de la subfamilia Cerambycinae. Fue descrita por White en 1855.

## Descripción
Mide 9,5-12 mm de longitud.

## Distribución
Se distribuye por Brasil, Colombia, Guyana, Guayana Francesa y Venezuela.